# Терминология для обозначения гомосексуальности
Терминология для обозначения гомосексуальности и однополых отношений весьма разнообразна. Различные понятия, возникшие в разные периоды времени в различных культурах, могут охватывать как гомосексуальное поведение, так и гомосексуальные идентичности. При этом со временем термины могут изменять своё значение и коннотацию, устаревать или, наоборот, входить в ежедневный обиход. В данной статье приводится обзор основной терминологии, затрагивающей однополые отношения.

## Историческая терминология

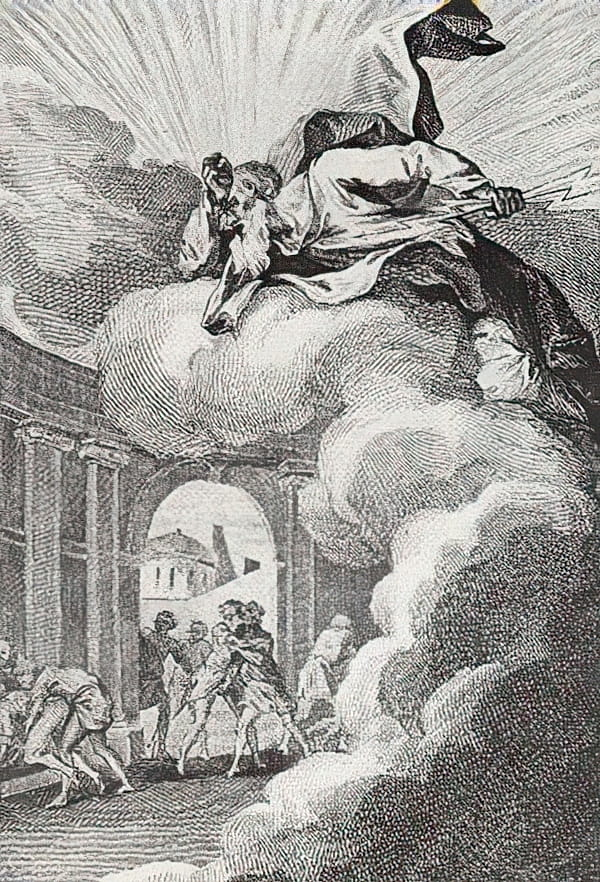
Франсуа Эллюин, Содомиты вызывают гнев Господень, 1781

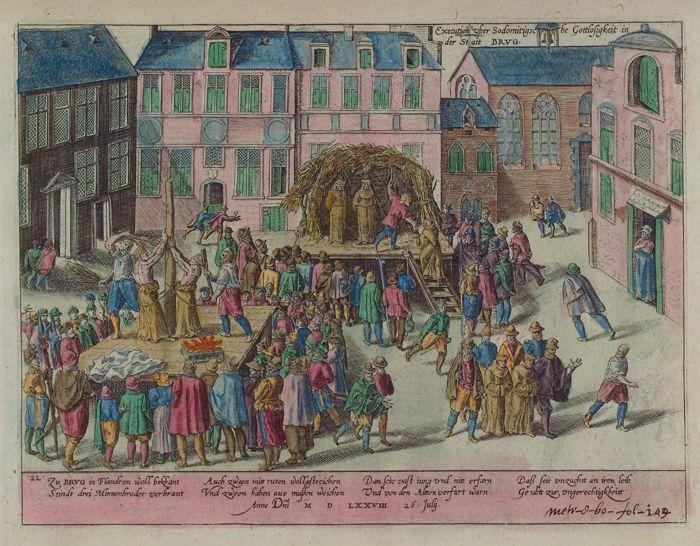
Франс Хогенберг, Сцена казни содомитов, 1578

Одним из старейших наименований для однополых сексуальных контактов являются понятия педерастии и содомии.
Педерастией в античное время назывались сексуальные отношения мальчиков с мужчинами. Начиная с XVI века педерастами в Европе стали называть всех мужчин, практикующих однополые анальные сексуальные контакты. В русском жаргонном языке этот термин получил множество вариантов — «педер», «педерас», «педик», «педрила», «пидор», «пидорас» и другие, которые, в первую очередь, относятся к мужчинам, выполняющим пассивную рецептивную роль.
Начиная с Эпохи Возрождения мальчиков и юношей, находящихся на содержании у взрослых мужчин или предлагающих услуги мужской проституции, в Европе называли катамитами (производное от Ганимеда — молодого возлюбленного Зевса).
Термин «содомия» или «содомский грех» в средние века обозначал любой «неестественный» сексуальный контакт, однако, чаще всего содомитами называли мужчин, практикующих однополые сексуальные контакты. Обычно различали «собственно содомию», под которой понималось совокупление с проникновением, и «прочую содомию». Вопрос о том, относить ли сексуальные контакты между женщинами к «настоящей» или к «ненастоящей» содомии, порождал много споров среди богословов, так как, на их взгляд, между женщинами невозможно «настоящее проникновение».
В средневековой христианской Европе имелось и множество других терминов для обозначения однополых сексуальных практик. Часто не делалось никакого различия между гомосексуальными контактами и ересью. В старофранцузском языке появилось слово bougre, ставшее синонимом содомии. Интересно, что это слово происходит от латинского обозначения болгар и возникло из-за существовавшей в средневековой Франции болгарской секты, членов которой Католическая церковь обвинила в совершении ритуальных анальных сношений. Позднее это слово проникло и в английский язык, трансформировавшись в buggery. В 1533 году в результате принятия в Англии закона Buggery Act это слово стало юридическим термином. От него же происходит и жаргонное русское слово «бугор».
В древнерусском церковном праве кроме понятия «содомия», включающего любые анальные сношения и скотоложество, существовало также понятие «мужеблудие», включающее любые сексуальные контакты между мужчинами и «мужеложство», подразумевающее конкретно лишь анальные сношения. Позднее термин «мужеложство» именно в значении анальных сексуальных контактов между мужчинами вошёл в российское и советское антигомосексуальное законодательство. Мужчин, занимающихся мужеложством, называли мужеложцами или мужеложниками.
Термином «малакия» на Руси традиционно называли мастурбацию. Однако, по мнению многих традиционных богословов, в Библии это слово означает пассивных гомосексуалов. Такое понимание, например, обнаруживается и в русском переводе Библейской энциклопедии Брокгауза, где под малакией подразумевается мужчина или юноша, «который позволяет мужеложникам использовать себя для удовлетворения сексуальных потребностей».
При наличии большого количества различных наименований для различных проявлений однополой сексуальности в законодательных документах многих народов использовались многочисленные размытые обозначения вроде «противоестественного блуда».
Для обозначения женской гомосексуальности существует значительно меньше терминов, чем для мужчин. В античное время женщин, имевших однополые сексуальные контакты, называли трибадами. Позднее от этого слова был образован термин «трибадизм», который впоследствии сузил своё значение для обозначения конкретной сексуальной практики между женщинами. В новое время появились и другие термины — «сапфическая любовь» и «лесбийская любовь» (также «лесбиянка», «лесбиянство», «лесбизм» и другие производные), образованные от имени древнегреческой поэтессы Сапфо и острова Лесбос, на котором она жила.

## Появление первой научной терминологии

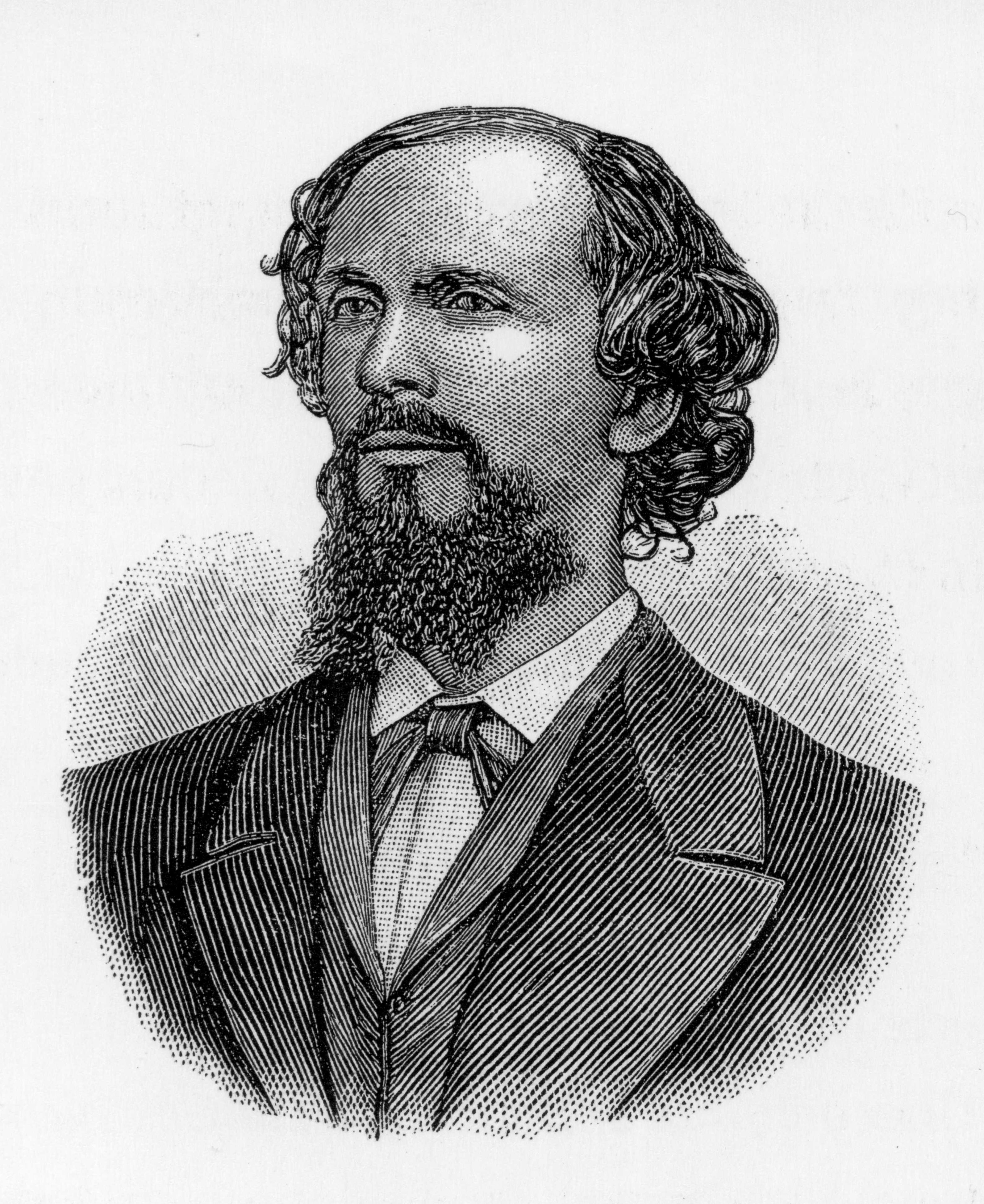
Карл-Генрих Ульрихс

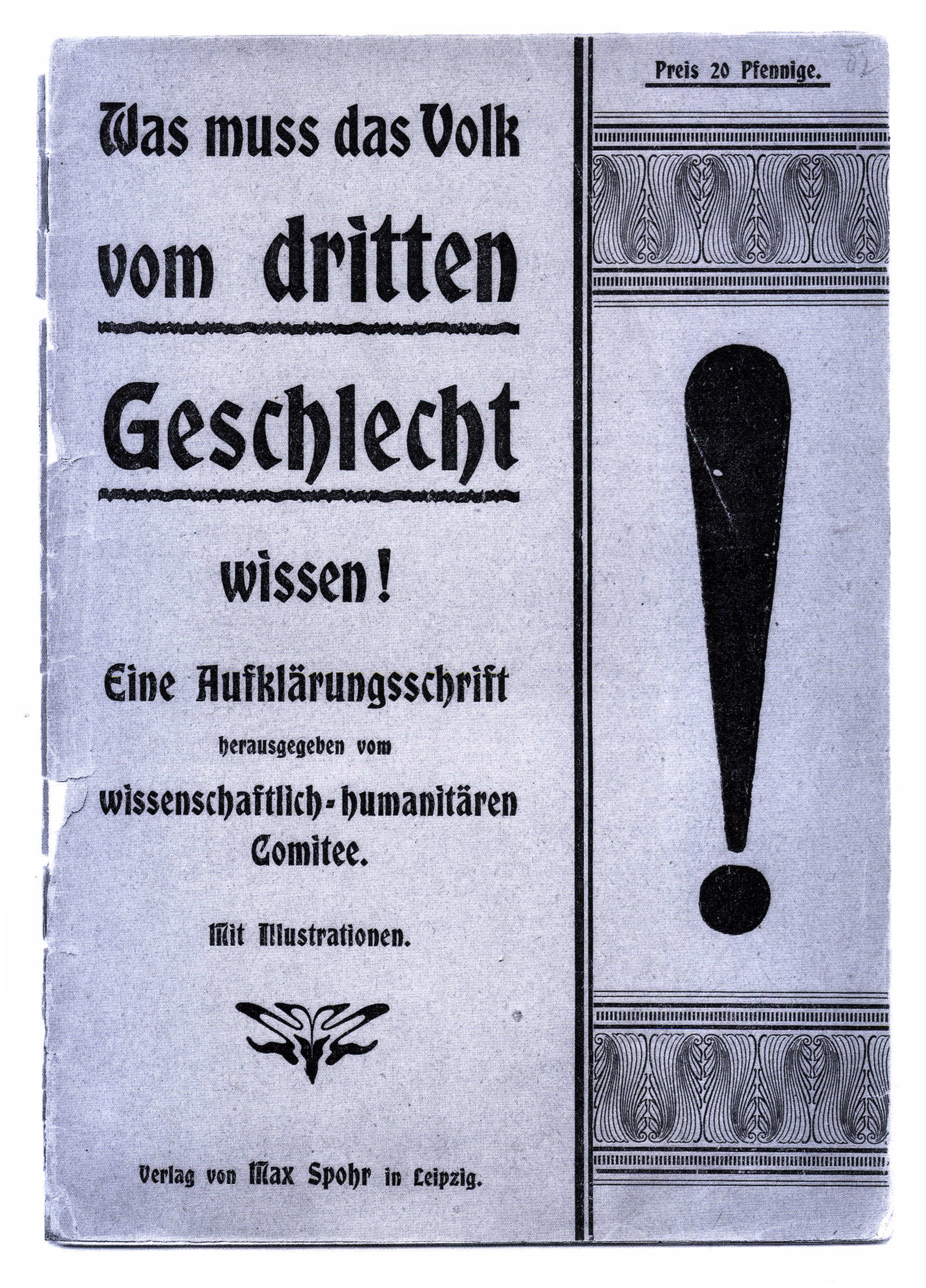
«Что должен знать народ о третьем поле» Магнуса Хиршфельда

С появлением и развитием сексологии учёные, занимающиеся изучением однополой любви, стали искать более нейтральные термины для обозначения таких отношений. Кроме того, возникновение в Европе правозащитного движения, направленного на декриминализацию однополых отношений, также внесло свою лепту в развитие терминологии.
Лишь к началу XIX века в медицинской и юридической литературе происходит разграничение содомии по двум основным группам — однополые сексуальные контакты и сексуальные контакты с животными. Вначале для обозначения однополых сексуальных контактов стал использовался термин «педерастия». Это понятие использовал в своих работах, например, Иоганн Людвиг Каспер. Однако термин «педерастия», прежде всего, относился для описания сексуальных контактов с подростками. Для описания же однополых отношений между взрослыми стало использоваться понятие «сексуальной инверсии», первоначально возникшее во французском языке.
Понятие сексуальной инверсии было введёно в обиход в 1880-х годах в работах Шарко, Маньяна и Шевалье и заменило имевший до этого широкое распространение в научной литературе на французском языке термин «содомия». При этом термин «инверсия» уже употреблялся в немецкой сексологической литературе в другом значении. Так, Альберт Молль делает различие между инверсией и гомосексуальностью, понимая под инверсией лишь те случаи, когда мужчина чувствует себя как женщина и его влечение направлено лишь на «настоящих» мужчин.
По причине того, что вводящий в заблуждение термин «педерастия» по отношению к однополым сексуальным контактам между взрослыми мужчинами по-прежнему использовался в научной литературе (в частности, в немецкоязычной), немецкий юрист и правозащитник Карл Генрих Ульрихс выступал за введение нового термина. В 1864 году Ульрихс предложил термин «уранизм» для обозначения однополой сексуальности. Ульрихс сам был гомосексуален и считал, что между урнингами (гомосексуальными мужчинами) и дионингами (гетеросексуальными мужчинами) существует настолько огромная разница, что он даже причислял урнингов к «третьему полу». Кроме того, мужчин, испытывающих влечение как к мужчинам, так и женщинам, Ульрихс назвал уранодионингами. Позднее Ульрихс распространил эти термины и на женщин, испытывающих однополые велечения, и называет их урниндами. Однако термины Ульрихса не прижились в науке.
Понятие «третьего пола» использовалось и другими авторами. Однако если, например, Карл Ульрихс относил к третьему полу гомосексуальных мужчин, то Магнус Хиршфельд критиковал такое употребление и причислял к третьему полу всех людей, отличающихся от «абсолютных половых типов», и разделял их на четыре группы: гермафродиты, андрогины, гомосексуалы и трансвеститы. Хиршфельд относил все перечисленные категории к «промежуточным сексуальным ступеням».
В 1869 году немецким психиатром Карлом Вестфалем был предложен термин «контрэрсексуальность» (от фр. contraire — противоположный) или «противоположная сексуальность». Этот термин для обозначения однополой сексуальности (наряду с производными от него словами «контрэрсексуализм», «контрэрсексуальный» и «контрэрсексуал») довольно активно использовался в научной литературе, в частности, такими учёными, как Крафт-Эбинг, Молль, Эллис и другими, однако, и этот термин, как и термин «уранизм», был позднее полностью вытеснен термином «гомосексуальность».

## Гомосексуальность и гомосексуализм

### Возникновение терминов

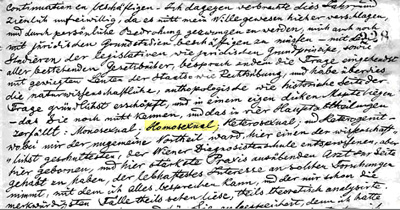
Первое упоминание слова Homosexual в письме Кертбени

В 1869 году австрийский публицист венгерского происхождения Карл Мария Кертбени в своих анонимных брошюрах впервые употребляет термин Homosexual для обозначения мужчин, испытывающих половое влечение к лицам того же пола. Немецкий сексолог, доктор Магнус Хиршфельд в своей монографии «Гомосексуальность мужчины и женщины», первое издание которой вышло в 1914 году, проводит анализ различной терминологии, связанной с однополой сексуальностью, и отмечает, что наряду с термином homosexual для обозначения свойства (то есть в качестве прилагательного) Кертбени использует также и ставший сегодня привычным для немецкого языка термин homosexuell. Далее Хиршфельд отмечает, что в качестве существительного Кертбени использует слова Homosexualität и Homosexualismus, а для обозначения людей — Homosexualist и Homosexualistin, не получившие сегодня распространения ввиду использования терминов Homosexueller и Homosexuelle.
Вновь образованные термины «гомосексуальность» и «гетеросексуальность» первоначально обозначали исключительно сексуальное поведение, то есть конкретные сексуальные контакты, а не чувства, желания или фантазии. Хиршфельд критикует положение, при котором гомосексуальность ассоциируется лишь с однополыми сексуальными актами, в первую очередь с анальным сексом, и отмечает, что гомосексуальным может быть и человек, ни разу не вступивший в однополые сексуальные контакты, равно как и человек, практикующий однополые контакты, может не быть гомосексуальным.
Термин «бисексуальность» возник позже с помощью приставки би- («оба», «два») и дополнил континуум гомосексуальность — бисексуальность — гетеросексуальность. В начале XX века эти слова и производные от них прочно укрепились в научной и обыденной речи. Гомосексуальностью стали называть влечение к представителям своего пола, а гетеросексуальностью — влечение к представителям противоположного пола. Бисексуальность означает смешанное влечение к лицам обоих полов.

### Противоречия при использовании в русском языке

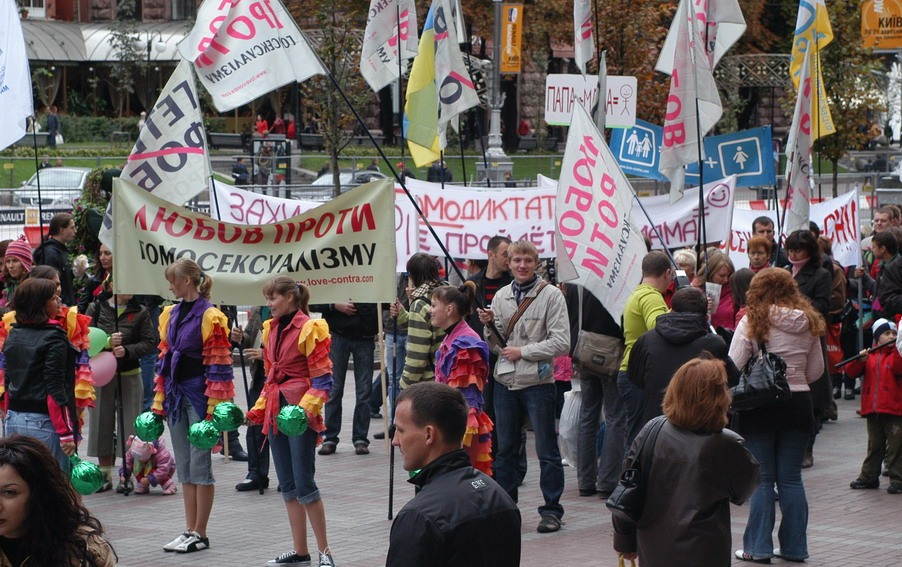
Употребление слова на транспарантах украинской гомофобной организации «Любовь против гомосексуализма»

В русском языке термин «гомосексуализм» встречается уже в начале XX века в Малом энциклопедическом словаре Брокгауза и Ефрона, где обозначается в качестве синонима к термину «уранизм» и характеризуется как «половое извращение». При этом гомосексуальных мужчин словарь называет «педерастами» и «урнингами», а гомосексуальных женщин — «трибадами».
Смысловое и семантическое неравенство в паре «гомо»/«гетеро» в русском языке выражено сильнее, чем, например, в английском, французском или немецком языках. Так, в русском языке кроме слова «гомосексуальность» активно употребляется термин «гомосексуализм», однако понятие «гетеросексуализм» не имеет широкого употребления. То же самое касается и слова «гомосексуалист», ведь термин «гетеросексуалист» не употребляется.
В последнее время в научной русскоязычной литературе вместо термина «гомосексуализм» всё чаще употребляется термин «гомосексуальность». Причиной этого, по мнению некоторых специалистов, может являться негативное значение суффикса «-изм». Такое мнение, в частности, высказывают Л. С. Клейн, И. С. Кон, Г. Б. Дерягин, Д. В. Воронцов, М. М. Бейлькин.
Термины «гомосексуализм» и «гомосексуалист» часто критикуются самими гомосексуальными людьми, предпочитающими по отношению к себе употребление слов «гомосексуал» или «гей» и считающими слово «гомосексуалист» оскорбительным и политизированным.
До введения в 1999 году классификации болезней МКБ-10 «гомосексуализм» был диагнозом советской и российской медицины. Соответствующий указ Минздрава использует в приложении уже термин «гомосексуальность», которая не трактуется как заболевание.
В 2013 году при принятии Государственной Думой закона о запрете «пропаганды гомосексуализма» юридические эксперты парламента указали на отсутствие в законодательстве России определения термина «гомосексуализм». Директор по развитию Московской Хельсинкской группы Андрей Юров также указал на правовую неопределённость термина и расценил его как «жаргонизм». В результате депутаты исключили данный термин из закона.
«Православная энциклопедия» употребляет слово «гомосексуализм» для обозначения однополых сексуальных практик и отличает его от гомосексуальности, под которой понимается сексуальное влечение человека преимущественно к лицам одного с ним пола, но также и подразумевая сексуальное поведение. При этом также отдельно рассматривается бисексуальность как тип сексуальной ориентации.

## Поздняя терминология

### Новая терминология периода гей-эмансипации

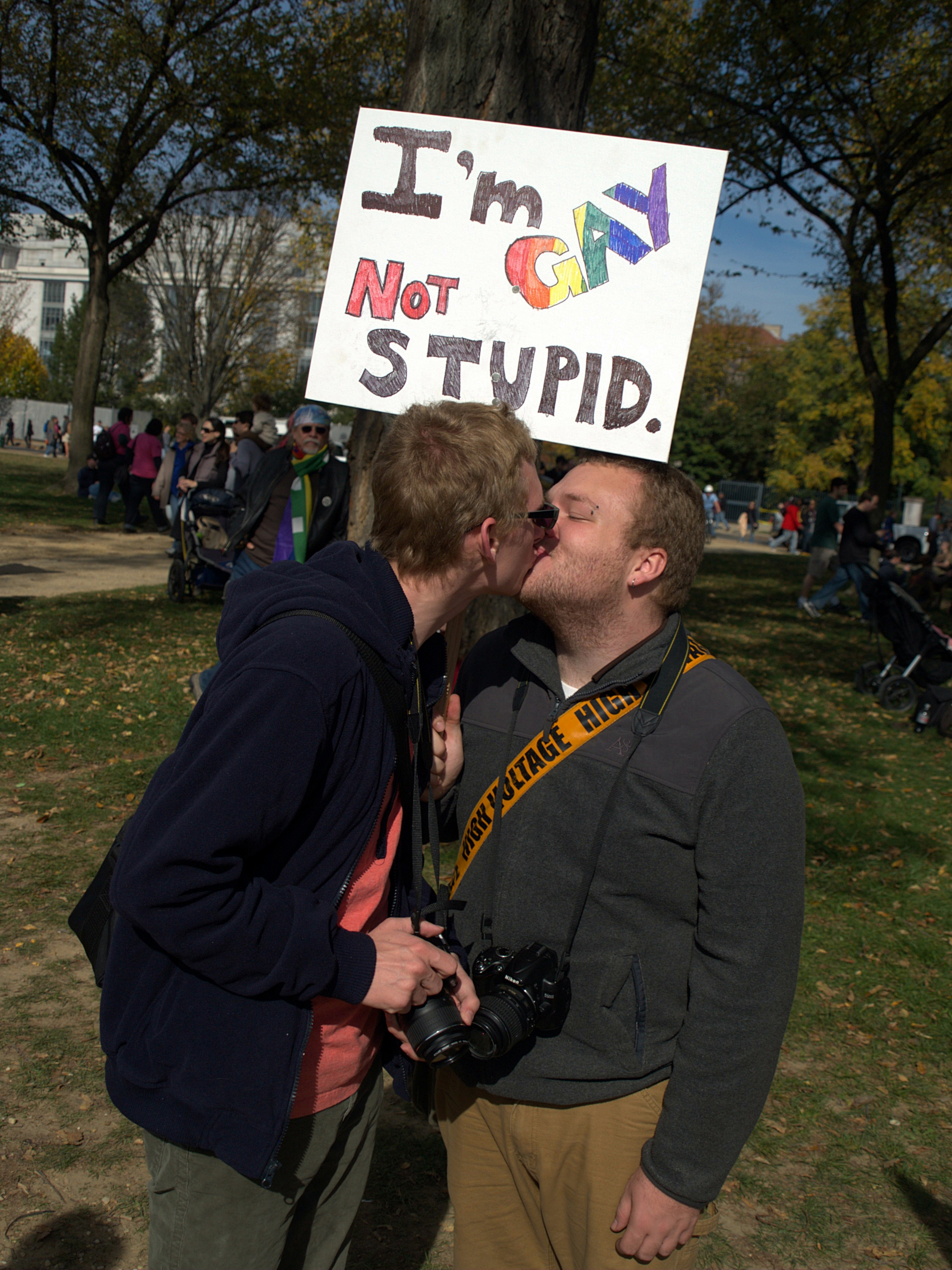
Плакат «Я гей, а не идиот»

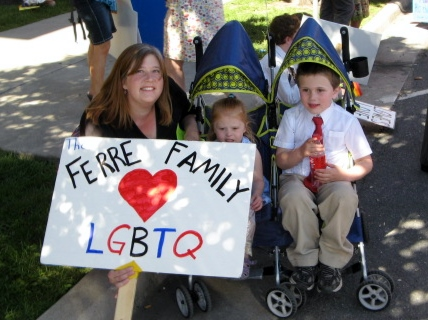
ЛГБТК (LGBTQ) — расширение акронима ЛГБТ словом «квир»

В 1924 году немецким астрологом, писателем и психоаналитиком Карлом-Гюнтером Хаймзотом был придуман термин «гомофилия» (с греч. φιλία — «любовь»). Термин «гомофилия» начинает набирать значение в западной культуре в конце 1940-х годов, когда многие люди стали отвергать термин «гомосексуальность» из-за присутствия в нём корня «секс». В конце 1950-х — начале 1960-х годов термин «гомофилия» уже получил широкое распространение. Различные группы, возникшие в этот период, носили общее название гомофильного движения. Особо активно «гомофильные» настроения наблюдались в Скандинавии, Нидерландах, Франции, США, Великобритании и ФРГ. В это же время был создан и термин «гомотропия» (от греч. τρόπος — «направление»), однако он не был принят и не прижился.
В начале XX века в английской гомосексуальной субкультуре начинает активно использоваться слово «гей», которое затем появляется в США и в 1950-е годы получает также распространение в Западной Европе. В США этот термин перестаёт быть сленговым словом и наполняется политическим и идеологическим значением. Согласно Игорю Кону, геем называют не просто гомосексуального мужчину, но носителя особого самосознания, представителя субкультуры, борца за гражданские права. В начале 1990-х годов это слово также получает распространение и в России. Кроме того употребляются производные от него слова: «гейский», «гейскость», «гейство», «геевский».
В середине-конце 1980-х годов в английском языке возник акроним ЛГБ для обозначения лесбиянок, геев и бисексуалов. С 1990-х годов он был расширен до ЛГБТ и стал включать и трансгендерных людей. В настоящее время существуют его расширенные версии, включающие также и другие группы людей, например, квиров, интерсексуалов, асексуалов и других.
В 1990-е годы некоторые американские гей-активисты стали демонстративно называть себя словом «квир» (англ. queer), изначально являющимся одним из самых грубых оскорблений для гомосексуалов, имеющихся в английском языке. Тем самым они подчёркивали то, что не только не испытывают стыд за себя, но и гордятся своей сексуальностью. Однако многие гомосексуалы не приемлют это слово. Вместе с тем, понятие «квир» включает в себя не только гомосексуалов независимо от пола и образа жизни, но и все категории лиц, которые не хотят называться словом straight, куда можно также отнести и женщин, предпочитающих геев в качестве сексуальных партнёров, и даже гетеросексуалов, которые не чувствуют себя «обычными гетеросексуалами».

### Научная терминология
В начале 1990-х годов возникло понятие МСМ — мужчины, практикующие секс с мужчинами, которое используется, в основном, в области профилактики инфекций, передающихся половым путём. Термин обозначает всех мужчин, постоянно или периодически практикующих однополые сексуальные контакты. Быстрому распространению термина способствовали результаты исследований, согласно которым распространение инфекционных заболеваний связано с сексуальным поведением человека, а не с его сексуальной идентичностью и сексуальными предпочтениями. Наряду с МСМ используется также и термин ЖСЖ для обозначения женщин, имеющих сексуальные контакты с женщинами. Для обозначения мужской гомосексуальности в психиатрии также используется термин «коммаскуляция». В русской культуре этот термин имеет негативную коннотацию.
Для обозначения людей различных сексуальных ориентаций, отличных от гетеросексуальности, часто используется собирательный термин «сексуальные меньшинства» (или, короче, «секс-меньшинства»), который, впрочем, может иметь совершенно различные интерпретации, от достаточно узких, включая лишь гомосексуалов, до достаточно широких, включая всех лиц, чья сексуальная ориентация, сексуальные предпочтения или сексуальное поведение выходят за рамки привычных полоролевых моделей. Однако чаще сексуальными меньшинствами обозначаются гомосексуальные и бисексуальные люди. Гомосексуальные и бисексуальные люди в русском языке нередко называются «лицами нетрадиционной ориентации», а однополые отношения называются «нетрадиционными сексуальными отношениями». Некоторые авторы включают в «нетрадиционную ориентацию» по аналогии с «сексуальными меньшинствами» также педофилию, садомазохизм и другие отличные от гетеронормативности модели поведения.

### Сленг и жаргон
В русском языке для обозначения гомосексуальных мужчин часто используется слово «голубой». Это обозначение является более новым и его этимология и история не изучены. Некоторые исследователи связывают его с ласковым обращением «голубчик» (от слова «голубь»), другие — с намёком на аристократизм и «голубую кровь». По мнению историка и специалиста по геральдике В. В. Похлёбкина, слово «голубой» стало использоваться в русском языке примерно с 1980-х годов сначала в гей-среде для самообозначения, а затем как эвфемизм для обозначения гомосексуальности вообще. Доктор филологических наук Е. П. Сеничкина отмечает, что в начале XXI века слово «голубой» потеряло функцию эвфемизма и стало деэвфемизмом, то есть снова приобрело негативную окраску.
По мнению Владимира Козловского, занимающегося изучением арго русской гомосексуальной культуры, слово «голубой» восходит к американизму blueribbon («голубая лента»), которое в тюремном сленге конца XIX — начала XX веков означало пассивного гомосексуального мужчину. Согласно Козловскому, это слово в 1920—1930-е годы проникло в русский тюремный сленг, а затем в 1960—1970-е годы получило широкое распространение в молодёжной среде, а затем и вошло в общеупотребительную лексику. Несмотря на то, что позиция Козловского оказалась весьма слабой, в лингвистических кругах она стала доминирующей. Существует и множество других самых разнообразных версий происхождения этого обозначения.
Для обозначения гомосексуальности в русском сленге употребляется слово «голубизна́», возможно, являющееся связующим между словами «голубь» и «голубой». В качестве эвфемизма это слово фиксируется в русском языке с 1990-х годов, однако в XXI веке приобретает характер «стёртого эвфемизма», то есть воспринимается как прямое обозначение.
Широкое употребление термина «голубой» по отношению к гомосексуалам привело к тому, что это слово стало прочно ассоциироваться с гомосексуальностью в таких словосочетаниях как «голубой вагон», «голубой щенок», «голубая дивизия», «голубой огонёк». В последние годы наблюдается появление параэвфемизмов «синий» и «светло-синий», выступающих в речи уже как эвфемизмы слова «голубой». Слово «голубой» даже проникло в английский язык в сленг австралийских гомосексуалов в виде goluboy, которое воспринимается австралийцами как искажённое gal-boy (от англ. gal — девочка, англ. boy — мальчик) и используется для обозначения женоподобных гомосексуальных мужчин.
По отношению к лесбиянкам и всему, связанному с женской гомосексуальностью, в русском разговорном языке употребляется также прилагательное «розовый».
В русском блатном жаргоне, своими корнями уходящим в тюремную лексику, по отношению к пассивным гомосексуальным мужчинам (ср. «Опущенный») используются такие обозначения как «петух», «попер» и другие.